# フリードリヒ4世・ツー・ザルム＝キルブルク

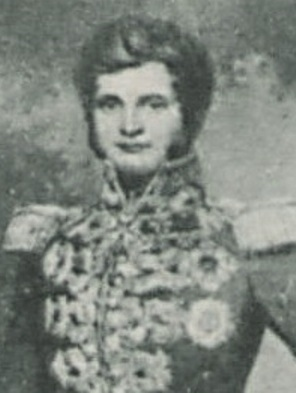
ザルム＝キルブルク侯フリードリヒ4世

フリードリヒ4世・エルンスト・オットー・フィリップ・アントン・フルニベルト（Friedrich IV. Ernst Otto Philipp Anton Furnibert Fürst zu Salm-Kyrburg, 1789年12月14日 パリ - 1859年8月14日 フォンテーヌブロー）は、ドイツ及びネーデルラント地方の小諸侯。ザルム＝キルブルク侯。1802年から1811年まで、同族のザルム＝ザルム侯コンスタンティンと共同でザルム侯国の統治者となった。

## 生涯
パリのオテル・ド・サルムに居を構えるザルム＝キルブルク侯フリードリヒ3世とその妻のホーエンツォレルン＝ジグマリンゲン侯女ヨハンナ・フランツィスカの間に生まれた。生後8か月で母を病で亡くし、フランス革命を当初は支持した父も恐怖政治下の1794年にギロチン刑にかけられ、幼くして孤児となった。
1801年、リュネヴィルの和約締結に伴い、ザルム＝キルブルク侯領を含むライン左岸地帯はフランスに併合され、キルブルク侯家は所領を没収される形となった。1803年、帝国代表者会議主要決議により、フリードリヒにはボホルトとアハウスの2つの代官領で構成される、世俗化されたミュンスター司教領の3分の1に当たる地域が、喪失した所領の補償としてあてがわれた。本家筋のザルム＝ザルム侯コンスタンティンが、同じく失ったライン左岸の所領の補償として同司教領の残り3分の2を獲得した。両者はこの新領土を単一国家「ザルム侯国」と称し、共同統治領として治めた。
1810年12月14日にフリードリヒが成人を宣言するまでは、叔母のホーエンツォレルン＝ジグマリンゲン侯妃アメリーと叔父のモーリッツが幼い甥のためにザルム＝キルブルク侯の国務を代行した。もっとも、実際に国政運営の実務を担ったのは、1787年に父フリードリヒ3世に官房長及び顧問官として雇われたものの、その後帝国最高法院に転じた法律家フランツ・クサーヴァー・フォン・ツヴァックであった。
ザルム侯国は1806年フランス皇帝ナポレオンの傘下にあるライン連邦の一員となった。フリードリヒとその領国は連邦下で完全な主権を保証された。しかし実際は小規模なザルム侯国はフランスの衛星国と言ってもおかしくない状態だった。ライン同盟規約の規定により、フリードリヒはボルケン近郊のゲーメン領というちっぽけな帝国直属邦をも領地として割り当てられていた。
1797年、叔母アメリーは8歳のフリードリヒの教育係としてフランス人陸軍大佐シャルル・ド・ヴーマール（1761年 - 1848年）を雇った。ヴーマールはその後、ドイツ風にカール・ハインリヒ・ヴーマール・フォン・ヴェーアブルクと改名した。ヴーマールはアメリー叔母の婚外の伴侶だと広く噂されていた。古い軍事貴族の子孫であり、父もまたフランス軍に長く仕えた経歴があり、フランス皇帝一族に近しい叔母アメリーに育てられたフリードリヒは、1806年に短期間フォンテーヌブローの士官学校に在籍した後、すぐにナポレオン皇帝の私的な幕僚部付き将校に任命された。1807年には半島戦争を戦うジュノー将軍率いるポルトガルへの進駐軍に加わった。1808年スペインで捕虜となるが、連行されたタラゴナで捕虜宣誓（Ehrenwort）によって解放され、フランスに送還された。1809年ヴァグラムの戦いに従軍。1812年ロシア戦役では第7軽騎兵連隊所属の中隊長として参加。ナポレオンが失脚するまでに陸軍大佐まで昇進した。
フリードリヒが21歳の誕生日を迎える前日の1810年12月13日、フランスはザルム侯国を併合した。その直前まで、フリードリヒは代理公使に文士のルートヴィヒ・ベネディクト・フランツ・フォン・ビルダーベックを立て、侯国の併合を回避するためのフランス政府との外交折衝を行わせた。ビルダーベックは非常識にも、フリードリヒに対し、フランス軍の連隊を飛び出して、皇帝の寵遇に甘えて（侯国の存続を頼んで）はどうかと助言してきた。フリードリヒはさすがに呆れ返り、ツヴァック宛ての書簡でビルダーベックについて、「（そんな助言は自分の仕える）家族を危険に晒すことになるということに気付く頭すら持っていない。一言でいえば、彼は子守の必要なしかめっ面のガキと一緒だ」と怒りをぶちまけている。
1814年のフランス大陸支配の終焉後も、ザルム＝ザルム家とザルム＝キルブルク家は自領に対する領邦主権を回復することは出来なかった。ウィーン会議の結果、ザルム侯国領に対する主権は1815年プロイセン王国に移譲されることに決まった。ザルム＝ザルム侯とザルム＝キルブルク侯はもはやプロイセン王国のシュタンデスヘルに過ぎず、（シュタンデスヘルに原則認められた）下級裁判権さえも年額2万ターラーの年金と引き換えに放棄せざるを得なかった。
1814年5月9日、フリードリヒはフランスの新王ルイ18世の命令でフランス軍を除隊させられ、アハウス城とパリ郊外オルメッソン＝シュル＝マルヌの邸宅を行き来する生活を送った。1825年には終身年金と引き換えに、ザルム＝ザルム侯フロレンティンにアハウスとボホルトのシュタンデスヘル領における自分の持ち分を譲った。それでも彼は（名目上の）ホールン公、リューズ、ペック及びボクステルの領主であり、1836年にはザルム＝ザルム家にシュタンデスヘル領の持ち分を譲渡したことによる補償金およそ20万グルデンを受け取った。
ネーデルラント地方のホールン公領の相続者だったこともあり、1830年のベルギー独立革命に際してはベルギー国王候補の1人に立てられた。1846年、フリードリヒはリンツ・アム・ラインに夏の居館としてレネンベルク城を建設した。
1811年、叔母アメリーの影響力のおかげで、ジョアシャン・ミュラより王立両シチリア勲章大綬章を受ける。1814年ルイ18世より聖ルイ勲章騎士章を受章。1826年3月26日シャルル10世よりレジオンドヌール勲章司令官級勲章を受章。1842年1月4日、従兄のホーエンツォレルン＝ジグマリンゲン侯カールよりホーエンツォレルン家勲章騎士章を受章。この他スペインのグランデ特権も保有した。

## 子女
1815年1月11日、ボルドー男爵令嬢（女男爵）セシル＝ロザリー・プレヴォーと結婚し、間に息子を1人もうけた。
- フリードリヒ5世・エスンスト・ヨーゼフ・アウグスト（1823年 - 1887年） - ザルム＝キルブルク侯、1844年エレオノール・ド・ラ・トレモイユ公女[4]と結婚
  - フリードリヒ6世・エルンスト・ルートヴィヒ・カール・ファレンティン・マリア（1845年 - 1905年） - ザルム＝キルブルク侯、1883年ルイーズ・ル・グランと貴賤結婚し、妻と6人の子は1885年ザクセン＝コーブルク・ウント・ゴータ公国世襲貴族アイヒホーフ男爵（Freherr von Eichhof）の姓を受けた後、1917年プロイセン世襲貴族レネンベルク男爵（Freherr von Rennenberg）の姓を与えられ、後者を称した。

## 引用・脚注
1. ↑  Karl Werner Steim: Helene von Schatzberg (1799–1861), PDF-Datei, Vortragsmanuskript im Portal museumsverein.worblingen.info, Worblingen 2009, abgerufen am 3. August 2013
2. ↑  Arthur Kleinschmidt: Geschichte von Arenberg, Salm und Leyen 1789–1815. Perthes, Gotha 1912, S. 226 (Digitalisat)
3. ↑  Arthur Kleinschmidt, S. 226, 243, 255, 257
4. ↑  トゥアール公シャルル＝ブルターニュ＝マリー・ド・ラ・トレモイユの三女。フリードリヒ5世とは又従兄妹の関係。